# Vårgårda
Vårgårda est une localité de la commune de Vårgårda, dont elle est le chef-lieu, dans le comté de Västra Götaland en Suède.
Sa population était de 5735 habitants en 2019.

## Personnalités
Les frères Gösta (1940-) et Erik Pettersson (1944-), coureurs cyclistes, sont nés à Vårgårda.